# Bogomilawaterval

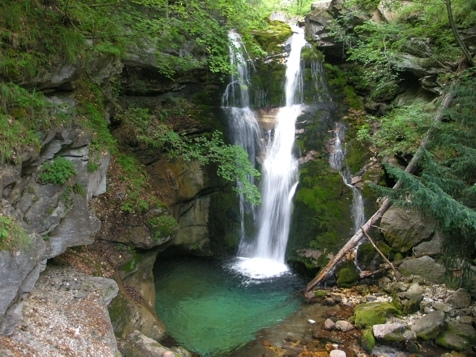
De waterval in de buurt van de bronnen van de Babuna

De Bogomilawaterval ligt ten noorden van het plaatsje Bogomila in de gemeente Čaška in Noord-Macedonië. De Bogomilawaterval is gevormd door de rivier de Babuna. 